# Grand Prix de Macao de Formule 3 2003
Le Grand Prix de Macao de Formule 3 2003 est la 50e édition de l'épreuve macanaise réservée aux monoplaces de Formule 3. Elle s'est déroulée le 16 novembre 2003 sur le tracé urbain de Guia.

## Engagés
| Écurie                    | Voiture                | no | Pilotes            |
| ------------------------- | ---------------------- | -- | ------------------ |
| Prema Powerteam           | Dallara Opel-Spiess    | 1  | Ryan Briscoe       |
| Prema Powerteam           | Dallara Opel-Spiess    | 2  | Katsuyuki Hiranaka |
| Carlin Motorsport         | Dallara Honda-Mugen NB | 4  | Narain Karthikeyan |
| Carlin Motorsport         | Dallara Honda-Mugen NB | 5  | Álvaro Parente     |
| Carlin Motorsport         | Dallara Honda-Mugen NB | 6  | Nico Rosberg       |
| Tom's                     | Dallara Toyota-Tom's   | 9  | James Courtney     |
| Tom's                     | Dallara Toyota-Tom's   | 10 | Tatsuya Kataoka    |
| Hitech Racing             | Dallara Renault-Sodemo | 11 | Richard Antinucci  |
| Hitech Racing             | Dallara Renault-Sodemo | 12 | Nelsinho Piquet    |
| Hitech Racing             | Dallara Renault-Sodemo | 15 | Andrew Thompson    |
| Signature                 | Dallara Renault-Sodemo | 16 | Fabio Carbone      |
| Signature                 | Dallara Renault-Sodemo | 17 | Nicolas Lapierre   |
| Signature                 | Dallara Renault-Sodemo | 18 | Cesar Campanico    |
| Menu Motorsport           | Dallara Opel-Spiess    | 19 | Robert Austin      |
| Menu Motorsport           | Dallara Opel-Spiess    | 20 | Robert Doornbos    |
| JB Motorsport with Inging | Dallara Opel-Spiess    | 21 | Ronnie Quintarelli |
| JB Motorsport with Inging | Dallara Opel-Spiess    | 22 | Naoki Yokomizo     |
| Three Bond Racing         | Dallara Nissan-Tomei   | 23 | Paolo Montin       |
| Target Racing             | Dallara Opel-Spiess    | 25 | Robert Kubica      |
| Target Racing             | Dallara Opel-Spiess    | 26 | Marco Bonanomi     |
| Manor Motorsport          | Dallara Honda-Mugen NB | 27 | Lewis Hamilton     |
| Manor Motorsport          | Dallara Honda-Mugen NB | 28 | Kit Meng Lei       |
| Alan Docking Racing       | Dallara Honda-Mugen NB | 29 | Jo Merszei         |
| Alan Docking Racing       | Dallara Honda-Mugen NB | 30 | Danny Watts        |
| Swiss Racing Team         | Dallara Opel-Spiess    | 31 | Pedro Barral       |
| Swiss Racing Team         | Dallara Opel-Spiess    | 32 | Hiroki Yoshimoto   |
| Promatecme                | Dallara Honda-Mugen NB | 33 | Ernesto Viso       |
| Promatecme                | Dallara Honda-Mugen NB | 36 | Fairuz Fauzy       |
| Superfund TME Racing      | Dallara Toyota-Tom's   | 37 | Pierre Kaffer      |
| Superfund TME Racing      | Dallara Toyota-Tom's   | 38 | Michael Ho         |

## Grille de départ
La grille de départ a été déterminée par une séance qualificative de 45 minutes remportée par le Brésilien Fabio Carbone en 2 min 13 s 016.
| 1re ligne : | 1re ligne : | 1.Fabio Carbone ( Brésil) 2 min 13 s 016         | 2.Ryan Briscoe ( Australie) 2 min 13 s 223       |
| 2e ligne :  | 2e ligne :  | 3.James Courtney ( Australie) 2 min 13 s 232     | 4.Nicolas Lapierre ( France) 2 min 13 s 270      |
| 3e ligne :  | 3e ligne :  | 5.Pierre Kaffer ( Allemagne) 2 min 13 s 506      | 6.Richard Antinucci ( États-Unis) 2 min 13 s 574 |
| 4e ligne :  | 4e ligne :  | 7.Nico Rosberg ( Allemagne) 2 min 13 s 906       | 8.Tatsuya Kataoka ( Japon) 2 min 13 s 910        |
| 5e ligne :  | 5e ligne :  | 9.Paolo Montin ( Italie) 2 min 13 s 958          | 10.Robert Doornbos ( Pays-Bas) 2 min 14 s 146    |
| 6e ligne :  | 6e ligne :  | 11.Alvaro Parente ( Portugal) 2 min 14 s 593     | 12.Fairuz Fauzy ( Malaisie) 2 min 14 s 728       |
| 7e ligne :  | 7e ligne :  | 13.Nelsinho Piquet ( Brésil) 2 min 14 s 949      | 14.Robert Kubica ( Pologne) 2 min 14 s 965       |
| 8e ligne :  | 8e ligne :  | 15.César Campanico ( Portugal) 2 min 15 s 001    | 16.Danny Watts ( Royaume-Uni) 2 min 15 s 050     |
| 9e ligne :  | 9e ligne :  | 17.Narain Karthikeyan ( Inde) 2 min 15 s 135     | 18.Lewis Hamilton ( Royaume-Uni) 2 min 15 s 160  |
| 10e ligne : | 10e ligne : | 19.Hiroki Yoshimoto ( Japon) 2 min 15 s 189      | 20.Ronnie Quintarelli ( Italie) 2 min 15 s 478   |
| 11e ligne : | 11e ligne : | 21.Andrew Thompson ( Royaume-Uni) 2 min 15 s 515 | 22.Pedro Barral ( Espagne) 2 min 15 s 782        |
| 12e ligne : | 12e ligne : | 23.Katsuyuki Hiranaka ( Japon) 2 min 15 s 854    | 24.Ernesto Viso ( Venezuela) 2 min 16 s 006      |
| 13e ligne : | 13e ligne : | 25.Robert Austin ( Royaume-Uni) 2 min 16 s 368   | 26.Michael Ho ( Macao) 2 min 16 s 877            |
| 14e ligne : | 14e ligne : | 27.Naoki Yokomizo ( Japon) 2 min 18 s 183        | 28.Marco Bonanomi ( Italie) 2 min 18 s 247       |
| 15e ligne : | 15e ligne : | 29.Kit Meng Lei ( Macao) 2 min 20 s 537          | 30.Jo Merszei ( Macao) 2 min 24 s 503            |

## Classement
| Pos. | Pilote             | Voiture                | Tours | Temps/Abd.      |
| ---- | ------------------ | ---------------------- | ----- | --------------- |
| 1    | Nicolas Lapierre   | Dallara Renault-Sodemo | 25    |                 |
| 2    | Fabio Carbone      | Dallara Renault-Sodemo | 25    | +5 s 416        |
| 3    | Katsuyuki Hiranaka | Dallara Opel-Spiess    | 25    | +15 s 382       |
| 4    | Ronnie Quintarelli | Dallara Opel-Spiess    | 25    | +16 s 611       |
| 5    | Ryan Briscoe       | Dallara Opel-Spiess    | 25    | +27 s 649       |
| 6    | Hiroki Yoshimoto   | Dallara Opel-Spiess    | 25    | +51 s 813       |
| 7    | Michael Ho         | Dallara Toyota-TOMs    | 25    | +1 min 49 s 249 |
| 8    | Robert Austin      | Dallara Opel-Spiess    | 25    | +2 min 05 s 596 |
| 9    | Fairuz Fauzy       | Dallara Honda-Mugen    | 25    | +2 min 11 s 751 |
| 10   | Pedro Barral       | Dallara Opel-Spiess    | 24    | +1 tour         |
| 11   | Kit Meng Lei       | Dallara Honda-Mugen    | 24    | +1 tour         |
| 12   | Jo Merszei         | Dallara Honda-Mugen    | 24    | +1 tour         |
| 13   | Marco Bonanomi     | Dallara Opel-Spiess    | 23    | +2 tours        |
| 14   | Nelsinho Piquet    | Dallara Renault-Sodemo | 22    | +3 tours        |
| 15   | Tatsuya Kataoka    | Dallara Toyota-TOMs    | 22    | +3 tours        |
| 16   | Robert Doornbos    | Dallara Renault-Sodemo | 22    | +3 tours        |
| Abd. | James Courtney     | Dallara Toyota-TOMs    | 20    |                 |
| Abd. | César Campanico    | Dallara Renault-Sodemo | 18    |                 |
| Abd. | Danny Watts        | Dallara Honda-Mugen    | 16    |                 |
| Abd. | Pierre Kaffer      | Dallara Toyota-TOMs    | 15    |                 |
| Abd. | Paolo Montin       | Dallara Nissan-Tomei   | 15    |                 |
| Abd. | Naoki Yokomizo     | Dallara Opel-Spiess    | 15    |                 |
| Abd. | Ernesto Viso       | Dallara Honda-Mugen    | 13    |                 |
| Abd. | Lewis Hamilton     | Dallara Honda-Mugen    | 13    |                 |
| Abd. | Richard Antinucci  | Dallara Renault-Sodemo | 10    |                 |
| Abd. | Robert Kubica      | Dallara Opel-Spiess    | 10    |                 |
| Abd. | Andrew Thompson    | Dallara Renault-Sodemo | 10    |                 |
| Abd. | Nico Rosberg       | Dallara Honda-Mugen    | 9     |                 |
| Abd. | Alvaro Parente     | Dallara Honda-Mugen    | 6     |                 |
| Np.  | Narain Karthikeyan | Dallara Honda-Mugen    |       |                 |

Légende :
- Ab. = Abandon
- Np. = Non partant